# Valangaiman
Valangaiman é uma panchayat (vila) no distrito de Thiruvarur, no estado indiano de Tamil Nadu.

## Demografia
Segundo o censo de 2001, Valangaiman tinha uma população de 11,285 habitantes. Os indivíduos do sexo masculino constituem 49% da população e os do sexo feminino 51%. Valangaiman tem uma taxa de literacia de 68%, superior à média nacional de 59.5%: a literacia no sexo masculino é de 73% e no sexo feminino é de 63%. Em Valangaiman, 10% da população está abaixo dos 6 anos de idade.